# Louka Matthys
Louka Matthys (La Louvière, 31 december 1999) is een Belgisch wielrenner die in 2024 prof werd bij Bingoal WB.

## Carrière
Als laatstejaars belofte werd Matthys onder meer negentiende in Luik-Bastenaken-Luik voor beloften. In 2022 en 2023 behaalde Matthys meerdere overwinningen en ereplaatsen in met name het Franse amateurcircuit. Dit leverde hem per 1 augustus 2023 een stagecontract op bij Bingoal WB.
In 2024 werd Matthys prof bij Bingoal WB, de ploeg waar hij al stage liep. Zijn eerste wedstrijdkilometers van het seizoen maakte hij in de Ster van Bessèges. Later die maand werd hij negentiende in de eerste editie van de Classic Var, met finish op de Mont Faron.

## Resultaten in voornaamste wedstrijden
| Jaar | Luik-Bast.‑Luik | Waalse Pijl |
| ---- | --------------- | ----------- |
| 2024 | 103e            | opgave      |

## Ploegen
- 2023 –  Bingoal WB (stagiair vanaf 1 augustus)
- 2024 –  Bingoal WB
- 2025 –  Wagner Bazin WB

Blouwe · De Maeght · De Tier · Desal · Guerin · Lauk · Malucelli · Meens · Mertens · Mertz · Peyskens · Robeet · Salby · Teugels · Tizza · Van Boven · Van der Beken · Van Keirsbulck · Van Rooy · Vandepitte · Matthys (stagiair) · Persico (stagiair)
Blouwe · De Meester · De Tier · Desal · Matthys · Meens · Mertens (tot 31/5) · Persico · Peyskens · Portsmouth · Salby · Teugels · Tizza · Van Boven · Van der Beken · Van Rooy · Vandepitte · Vermoote · Villa · Vliegen · Weemaes · Van Petegem (stagiair)